# Itaquara
Itaquara este un oraș în statul Bahia (BA) din Brazilia.